# Брестовац (Хорватия)
Брестовац (хорв. Brestovac) — община с центром в одноимённом посёлке в восточной части Хорватии, в Пожежско-Славонской жупании. Население общины 3726 человек (2011), население посёлка — 670 человек. В состав общины кроме административного центра входят ещё 47 деревень.
Большинство населения общины составляют хорваты — 90,9 %, сербы составляют 7,4 % населения.
Населённые пункты общины находятся на северном склоне хребта Пожежская гора в юго-западной части Пожежской долины. Город Пожега находится в 5 км к востоку. Через Брестовац проходит автодороги D51 Нова-Градишка — Пожега и D38 Пакрац — Брестовац. По северной оконечности посёлка Брестовац протекает река Орлява.